# 3828 Hoshino
3828 Hoshino eller 1986 WC är en asteroid i huvudbältet som upptäcktes den 22 november 1986 av de båda japanska astronomerna Takeshi Urata och Kenzo Suzuki i Toyota. Den är uppkallad efter den japanska astronomen Jiro Hoshino.
Asteroiden har en diameter på ungefär 19 kilometer.